# Antraigues-sur-Volane
Antraigues-sur-Volane é uma ex-comuna francesa na região administrativa de Auvérnia-Ródano-Alpes, no departamento de Ardèche. Estendeu-se por uma área de 13,46 km². Em 2010 a comuna tinha 939 habitantes (densidade: 69,8 hab./km²).
Em 1 de janeiro de 2019, ela foi inserida no território da nova comuna de Vallées-d'Antraigues-Asperjoc.